# Corsario universal
Corsario universal es una canción del grupo de hip hop chileno Tiro de Gracia. Se publicó como la octava canción del lado A del álbum de 1997 Ser humano!!. La canta Juan Pincel con acompañamiento de Lenwa Dura, con la colaboración de Pedro Foncea (líder de De Kiruza), quien canta el coro junto a Juan.
El nombre corsario proviene de los navegantes que capturaban y saqueaban el tráfico mercante de naciones enemigas.
La canción samplea el tema Red Clay, versión del clásico de Freddie Hubbard interpretado por la banda underground de jazz The Solsonics, de su único álbum Jazz in the Present Tense.
Muestra el gran repertorio musical de Juan Sativo, mezclando una base de blues y jazz, con un rapeo influenciado por el raggamuffin y funk, similar al de C-Funk de Los Tetas.
La letra habla sobre cotidianidad de Juan, como cuando fuma cannabis y la sensación que produce, junto a su familia (posiblemente amigos), y lo que rodéa esto.